# Riotorto
È un comune spagnolo di 1 799 abitanti situato nella comunità autonoma della Galizia.
Conta circa 2 000 abitanti, distribuiti tra il capoluogo e numerose piccole frazioni.
La sua economia si basa prevalentemente sull'agricoltura e sull'allevamento di bovini da latte, oltre che sullo sfruttamento dei numerosi boschi di eucalipto e castagno. Si tratta tuttavia di un'agricoltura poco efficiente sotto l'aspetto economico, in quanto praticata su piccoli appezzamenti e con un numero di capi di bestiame quasi sempre esiguo.
Il risultato di questa situazione economica è un progressivo invecchiamento della popolazione, con la tendenza delle fasce più giovani a trasferirsi in località che offrono migliori prospettive di vita e un conseguente calo della natalità.